# Дігтів
Дігті́в — село в Україні, у Володимир-Волинській громаді Волинської області.
Розташоване село за 13 кілометрів від районного центру та 91 кілометр — від обласного (міста Луцька). Населення станом на 1 січня 2018 року — 302 жителі та 122 двори[джерело?].
Площа села складає 125 га, з них — 42га — відведено під хати та присадибні ділянки, а 41 га — орна земля.[джерело?]

## Історія
Дігтів був 
|  | «Володимирського повіту Хотячівської волості при старому шляху з Володимира до сіл, що положені в долині річки Бугу. Село над річкою Гнидою або Студенкою, яка має свої джерела в селі Калусові і протікає коло сіл: Дігтева, Бискупич, Суходіл, Ласкова і впадає в місті Устилузі до річки Буг. Село ділиться на кутки: Раковиця, Кінець, Двір і урочища в полях — Бомкова долина, Загуменки, Заднє коло, Придатки, За млином, Від Низкенич, Коло криниці, Провалля, Дубина, до 1845 року був великий водяний млин. За переказом, тут була колись стара церква, яка стояла в урочищі Криниця. Село разом із Суходолами належало в 16-17 століттях поміщикові Загоровському. Ще в 1570 році Дігтів був власністю Василя Загоровського, який з Суходіл і Дігтіва платив від 20 ¼ дворищ і 27 городів і 10 город. В околицях села, над річкою, часті знахідки з доби неоліту і бронзи, а також римського періоду» |

 — Олександр Цинкаловський.
Перша офіційна згадка про село Дігтів датується 1583 роком.[джерело?]
До 26 червня 2017 року село входило до складу Зарічанської сільської ради Володимир-Волинського району Волинської області.

## Населення
Згідно з переписом УРСР 1989 року чисельність наявного населення села становила 340 осіб, з яких 157 чоловіків та 183 жінки.
За переписом населення України 2001 року в селі мешкало 339 осіб.

### Мова
Розподіл населення за рідною мовою за даними перепису 2001 року:
| Мова       | Відсоток |
| ---------- | -------- |
| українська | 99,71 %  |
| російська  | 0,29 %   |